# رافائل سوتو
رافائل سوتو (اسپانیایی: Rafael Soto‎؛ زادهٔ ۱۴ اکتبر ۱۹۵۷) سوارکار اهل اسپانیا بود.